# لاریسا کروگلووا
لاریسا کروگلووا (روسی: Лариса Николаевна Круглова؛ زادهٔ ۲۷ اکتبر ۱۹۷۲) دونده اهل روسیه است.